# Стефан, Христиан-Фридрих
Христиа́н-Фри́дрих Сте́фан, или Штефан (нем. Christian Friedrich Stephan, 1757, Лейпциг — 17 декабря 1814, Санкт-Петербург) — российский ботаник немецкого происхождения. Военный врач, позже профессор химии и ботаники в Московской медико-хирургической академии в Москве, профессор ботаники в Медико-хирургической академии в Санкт-Петербурге, директор Санкт-Петербургского лесного института.

## Биография
Обучался в Лейденском университете и Лейпцигском университете, где в 1779 году, после защиты диссертации «De Raris», получил степень бакалавра медицины и доктора философии. После того, как 25 августа 1782 года в Лейпцигском университете он был удостоен степени доктора медицины, выехал в Россию.
Прибыв в Санкт-Петербург, 19 декабря 1782 года он сдал экзамен в Медицинской коллегии и получил право на медицинскую практику в России. Поступив на русскую службу дивизионным врачом второй дивизии, он отправился в Крым с войсками князя Потёмкина. В 1784 году был отправлен в армию графа Румянцева, а по возвращении оттуда 21 декабря 1786 года был назначен профессором химии и ботаники в Московскую медицинскую школу. Спустя некоторое время Стефан предложил упорядочить Аптекарский сад за Сухаревой башней, находившийся в плачевном состоянии и развести в нём «медицинские растения» для обучения медиков и аптекарей. Медицинская коллегия согласилась с этим предложением и 14 февраля 1796 года сад и бывшая в нём лаборатория были переданы в его полное распоряжение, оставив лишь общий надзор медицинской конторе. За короткое время Стефан привёл сад в порядок и организовал при нём музей естественной истории, которому подарил свой гербарий из 1800 видов растений, а также коллекции минералов и насекомых.
В 1796 году, по просьбе профессора И. Д. Гильтебрандта, Стефан взял себе в качестве адъюнкта его племянника Ф. А. Гильтебрандта, который проработал в этой должности на протяжении следующих пяти лет.
В 1804 году Стефан покинул Москву. Перед отъездом из Москвы он посетил Лейпциг, где после сдачи экзаменов получил звание доктора права. В 1804 году он занял должность профессора ботаники в Петербургской медико-хирургической академии. Одновременно он был назначен директором Ботанического сада на Аптекарском острове.
В 1808 году вышел в отставку; с 1809 года состоял при главном директоре государственных лесов «для разных по лесной части поручений» и занимался устройством Лесного института графа Орлова на Елагином острове. В 1811 году был назначен директором во вновь устроенный Практический лесной институт и занимал эту должность до конца жизни.
В течение всей своей жизни Стефан усердно исследовал флору России, одним из первых изучал растительность окрестностей Москвы; много занимался систематикой растений, благодаря чему получил значительную известность. Им были собраны три огромных гербария. Один из которых находился в Берлинском королевском музее и был использован Вильденовым при работе над своим трудом Species plantarum. Другой гербарий остался в Москве. Третий, уже после смерти хозяина, вместе с частью библиотеки был приобретён Императорским ботаническим садом в Санкт-Петербурге, гербарий приобретался в два этапа: сначала 1749, позже ещё 2560 листов. Позже, в 1824 году, его наследники продали Санкт-Петербургскому гербарию ещё одну коллекцию и другую часть библиотеки.

## Почести
В честь Христиана-Фридриха Стефана назван род растений Stephania Willd., 1799 из семейства Каперсовые. Это название является поздним омонимом для Stephania Lour., 1790, поэтому вместо него употребляется Steriphoma Spreng., 1827.